# Heteromys desmarestianus
Heteromys desmarestianus és una espècie de mamífer rosegador de la família dels heteròmids. Viu a Belize, Colòmbia, Costa Rica, El Salvador, Guatemala, Hondures, Mèxic, Nicaragua i Panamà. S'alimenta de núcules de palmera, llavors, fruita i insectes. El seu hàbitat natural són els boscos perennifolis, semicaducifolis i secundaris. És una espècie en risc mínim, és a dir, no sembla que hi hagi cap amenaça significativa per a la seva supervivència.